# Дочь Доктора
«Дочь Доктора» — шестая серия четвёртого сезона сериала «Доктор Кто». Премьера серии состоялась 10 мая 2008 года на канале BBC One.

## Сюжет
После событий серии «Отравленное небо» ТАРДИС перемещает Доктора, Донну и Марту на планету Мессалина, где в самом разгаре война между людьми и хатами. Так как нужны новые бойцы, из ДНК Доктора выращивают его «дочь».